# Katsutomo Ōshiba
Katsutomo Ōshiba (jap. 大柴 克友, Ōshiba Katsutomo; * 10. Mai 1973 in der Präfektur Yamanashi) ist ein ehemaliger japanischer Fußballspieler.

## Karriere
Ōshiba erlernte das Fußballspielen in der Schulmannschaft der Nirasaki High School und der Universitätsmannschaft der Meiji-Universität. Seinen ersten Vertrag unterschrieb er 1996 bei den Ventforet Kofu. Der Verein spielte in der zweithöchsten Liga des Landes, der Japan Football League. Für den Verein absolvierte er 92 Spiele. 2000 wechselte er zum Erstligisten JEF United Ichihara. Für den Verein absolvierte er 92 Erstligaspiele. 2004 wechselte er zum Zweitligisten Vegalta Sendai. Für den Verein absolvierte er 93 Spiele. Ende 2006 beendete er seine Karriere als Fußballspieler.